# Dóm tér

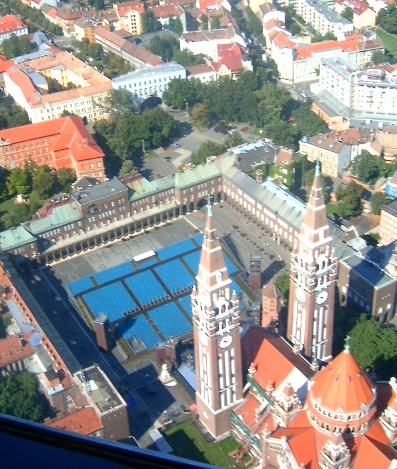
Open Air Festival vor der Votivkirche auf dem Dóm tér

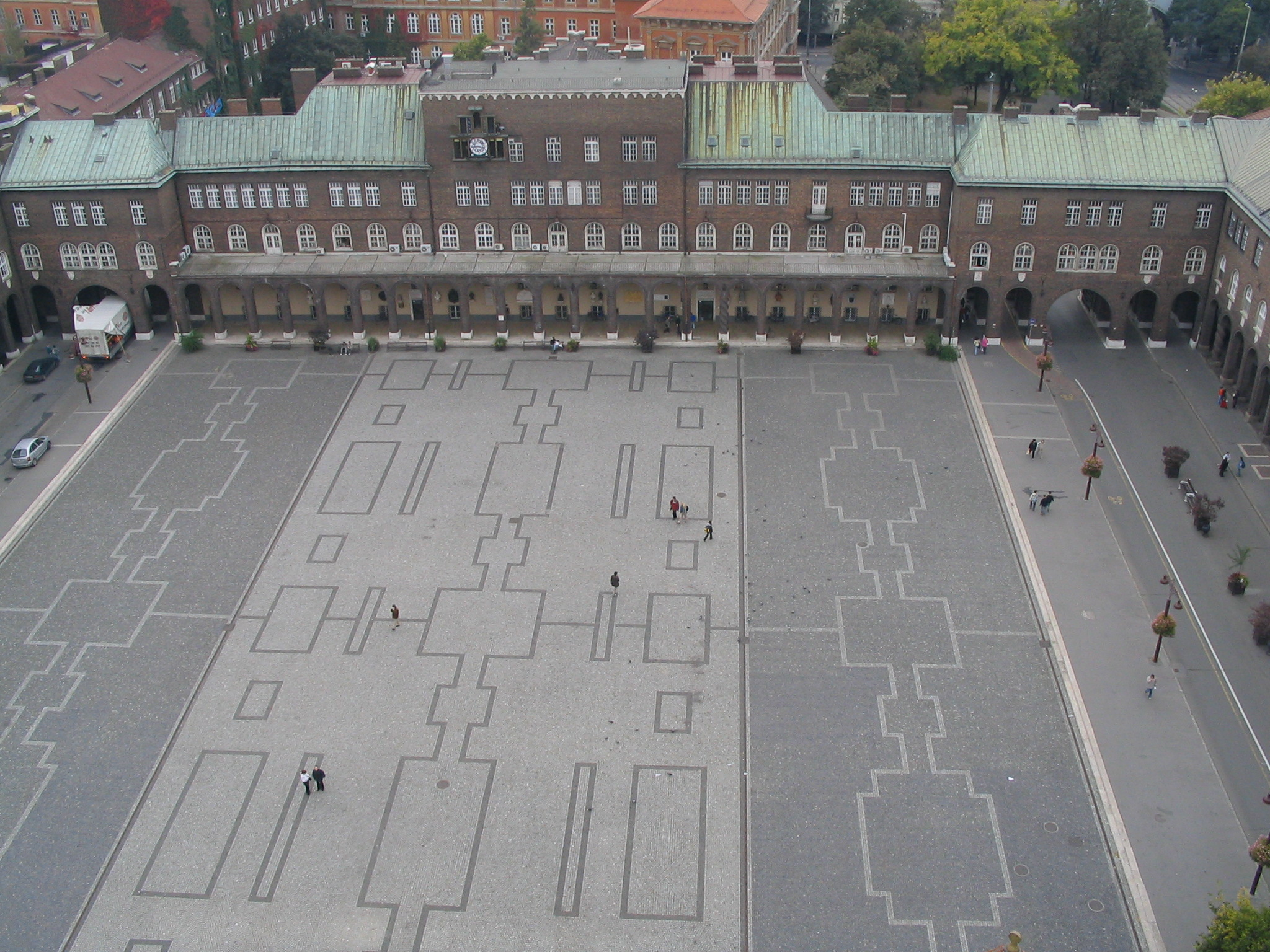
Dóm tér

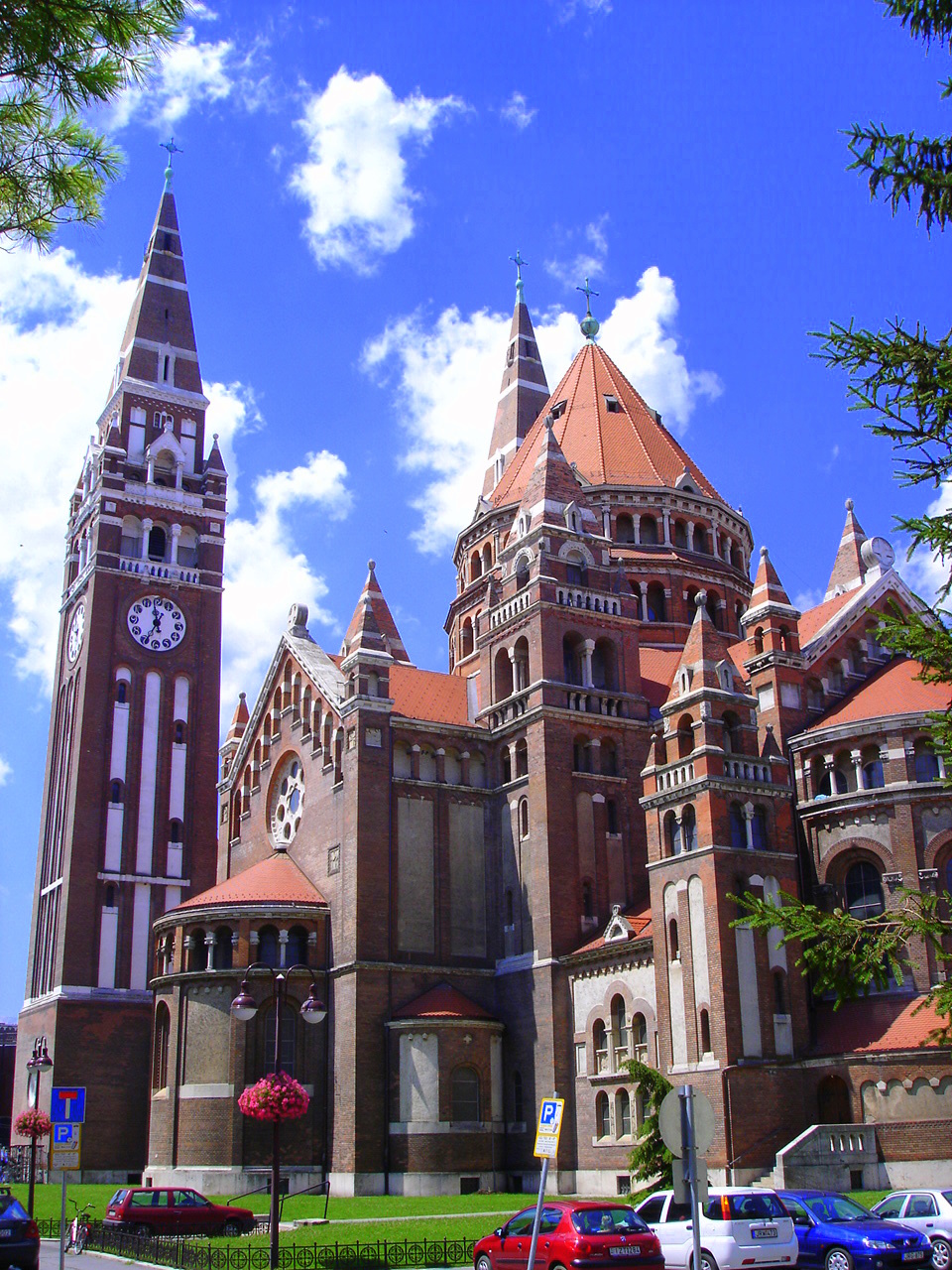
Votivkirche

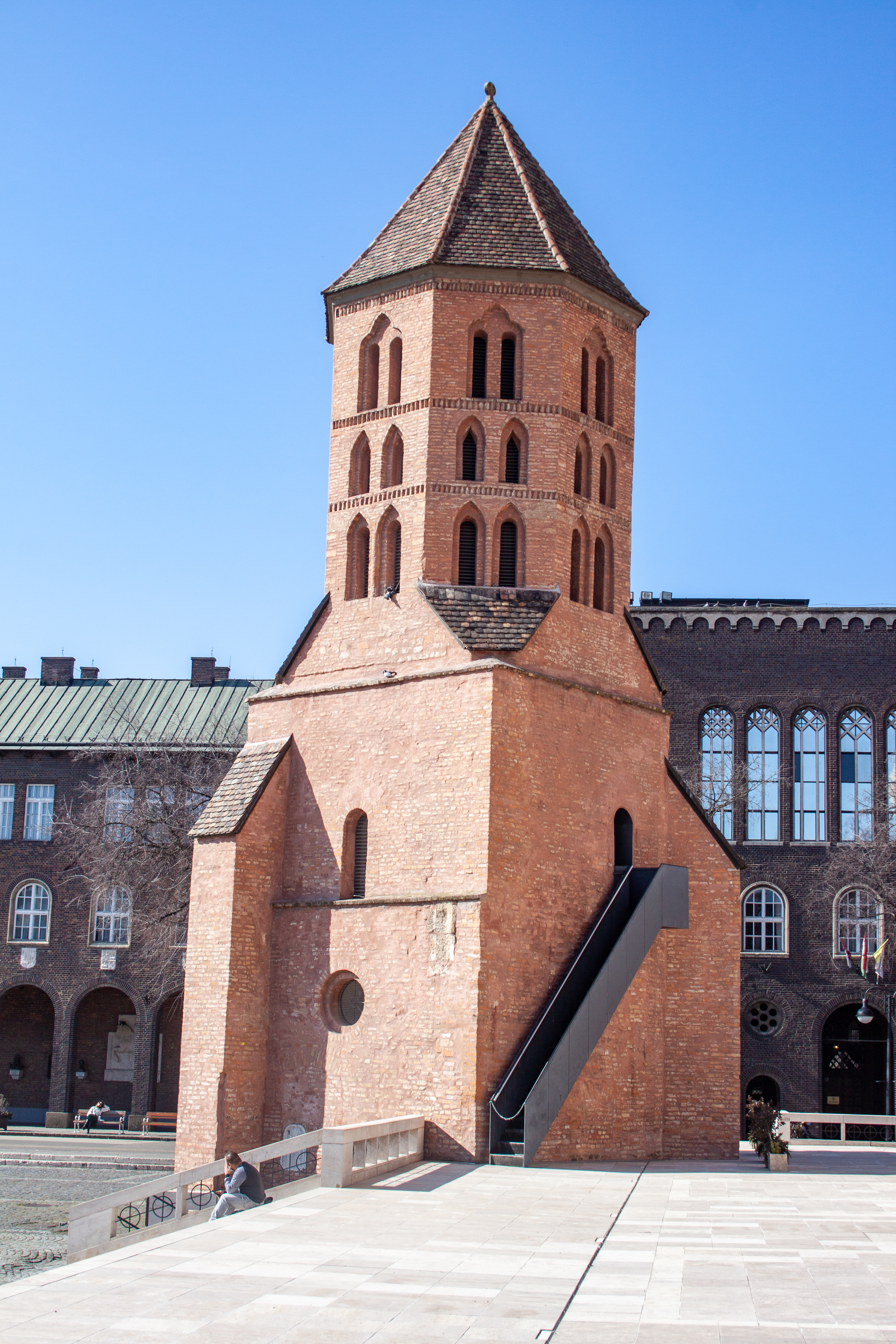
Demetrius Turm

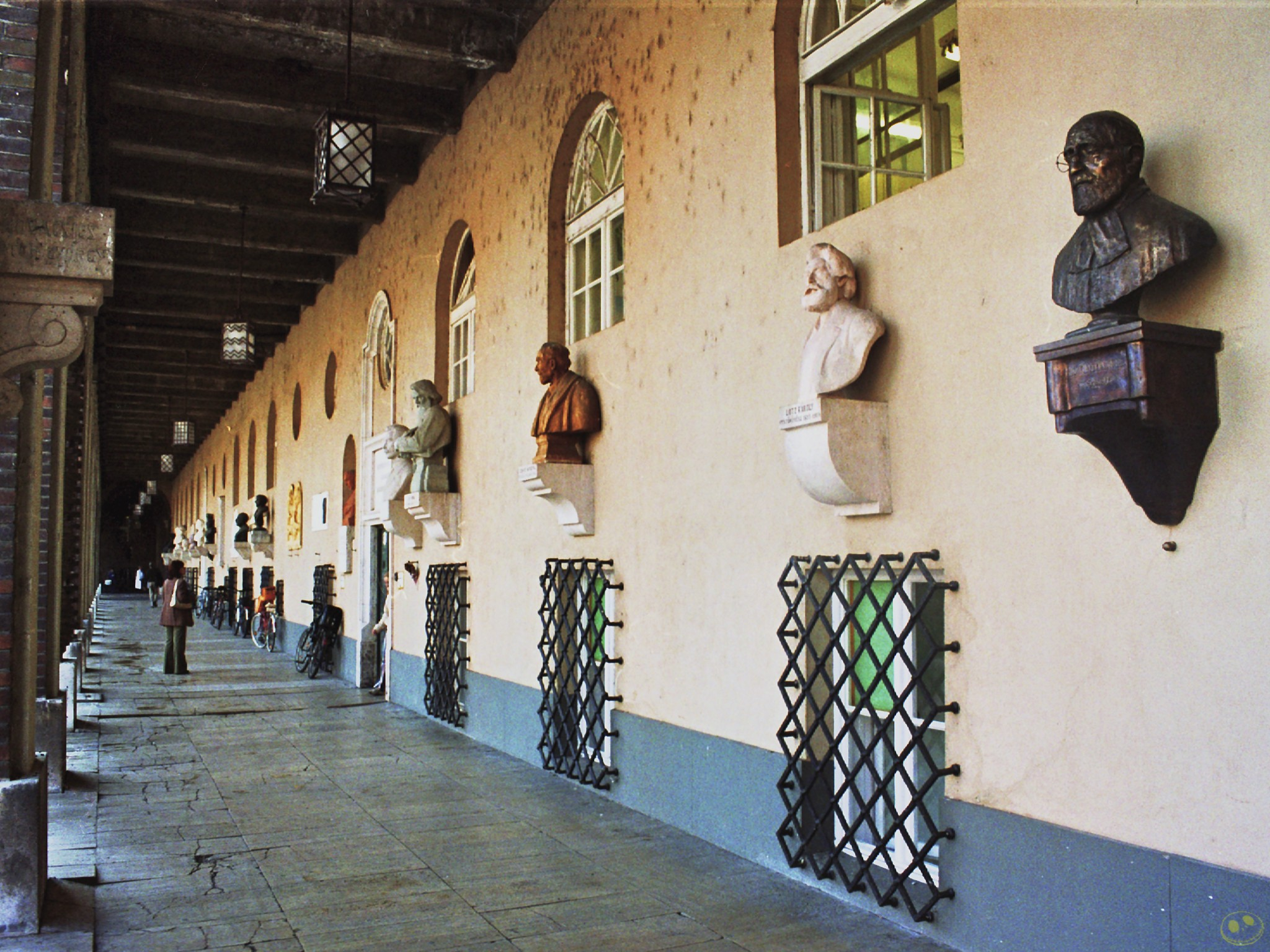
Teil des Pantheons

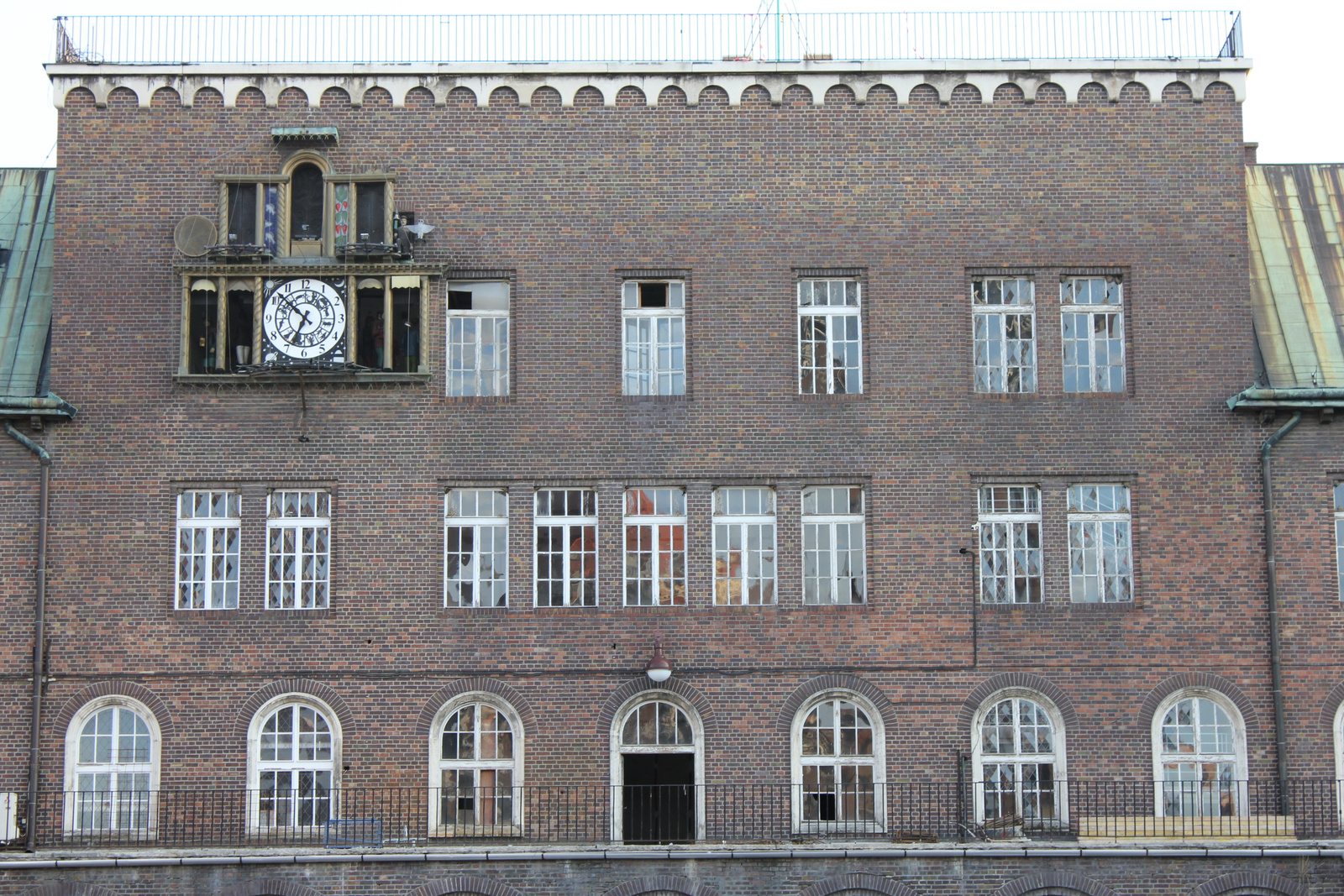
Musikuhr links oben

Dóm tér (deutsch: Domplatz) ist ein Platz im Zentrum von Szeged in Südungarn. 
Er gleicht in seinen Abmessungen exakt dem Markusplatz in Venedig. Auf dem Platz werden im Sommer auf einer Freilichtbühne Theaterstücke im Rahmen der seit 1931 jährlich stattfindenden Szegediner Freilichtspiele aufgeführt. Aber auch Konzerte, Musicals und andere kulturelle Ereignisse finden dort regelmäßig statt.
Die den Platz umringenden Gebäude sind größtenteils Bestandteil der Universität Szeged.

## Gebäude

### Votivkirche (Bischofsbasilika/Gelöbniskirche)
Die im neoromanischen Stil erbaute Basilika ist die viertgrößte Kirche Ungarns und bietet 5000 Menschen Platz. Beschlossen wurde der Bau bereits 1880 ein Jahr nach dem zerstörerischen Hochwasser, mit den Bauarbeiten konnte jedoch erst 1913 begonnen werden. Vollendet wurde er im Jahre 1930. Die Votivkirche sollte nach der Hochwasserkatastrophe die Stadt vor weiteren Hochwassern schützen. Die Glocke der Kirche ist mit einem Gewicht von 86 Zentnern die zweitgrößte des Landes.
Im Chor der Kirche befindet sich ein meisterhaftes Mosaik einer Madonnendarstellung, die Madonna im Pelz, im gestickten Bauernmantel (dem Szűr) und roten Szegediner Pantoffeln. Links vom Altar befindet sich die bei der Weltausstellung in Paris im Jahre 1900 mit dem Großen Preis ausgezeichnete Statue „Christus am Kreuz“. Die mit fünf Klappen und 9050 Pfeifen zu den größten Europas zählende Orgel ist Mittelpunkt häufiger Orgelkonzerte.

### Demetrius Turm (Dömötör-torony)
Bei Ausgrabungen zum Bau der Votivkirche stieß man auf den achteckigen Dömötör-torony (St.-Demetrius-Turm). Er ist der Überrest der einstigen Kirche des Heiligen Dömötör aus dem 13. Jahrhundert und damit das älteste bekannte Gebäude Szegeds. 

### Szegeder Pantheon
In U-Form um die Votivkirche wurde die Nationale Gedenkhalle, das Pantheon errichtet. Hier sind über 90 der berühmtesten ungarischen Persönlichkeiten aus der Literatur, Kunst und Wissenschaft, Wirtschaft und Politik als Plastiken oder in Reliefs verewigt worden.

### Musikuhr
An der dem Dom gegenüberliegenden Stirnseite die von Szegediner Studenten und Lehrern gestaltete Musikuhr, die nach dem mittaglichen Läuten der Glocken des Doms um 12:15 Uhr und 16:15 Uhr für neun Minuten spielt und man die imposanten Figuren der Musikuhr bewundern kann.

### Griechisch-Orthodoxe serbische Kirche
Erbaut wurde sie in den Jahren 1773–1778 und zählt mit ihren Ikonentafelungen zu dem schönsten des Landes. Die von Jován Popovics aus Birnenholz geschnitzte Ikonostase umfasst 80 Ikonen.